# Hyphessobrycon duragenys
Hyphessobrycon duragenys är en fiskart som beskrevs 1911 av Marion Durbin Ellis. Den ingår i släktet Hyphessobrycon och familjen Characidae. Inga underarter finns listade i Catalogue of Life.